# Пещеры Орегона
Национальный памятник Пещеры Орегона (англ.  Oregon Caves National Monument) — пещерный комплекс в горах Сискию на юго-западе Орегона, в юго-западной части округа Джозефин, недалеко от границы с Калифорнией. Охраняемая территория, управляемая Службой национальных парков США.

## Описание
Элайджа Дэвидсон, житель соседнего Уильямса, обнаружил пещеру в 1874 году.
Созданный в 1909 году, памятник занимает площадь поверхности 0,8 миль² (2 км²). Он состоит из одной пещеры, включающей ряд камер, соединённых подземными коридорами на четырёх уровнях.

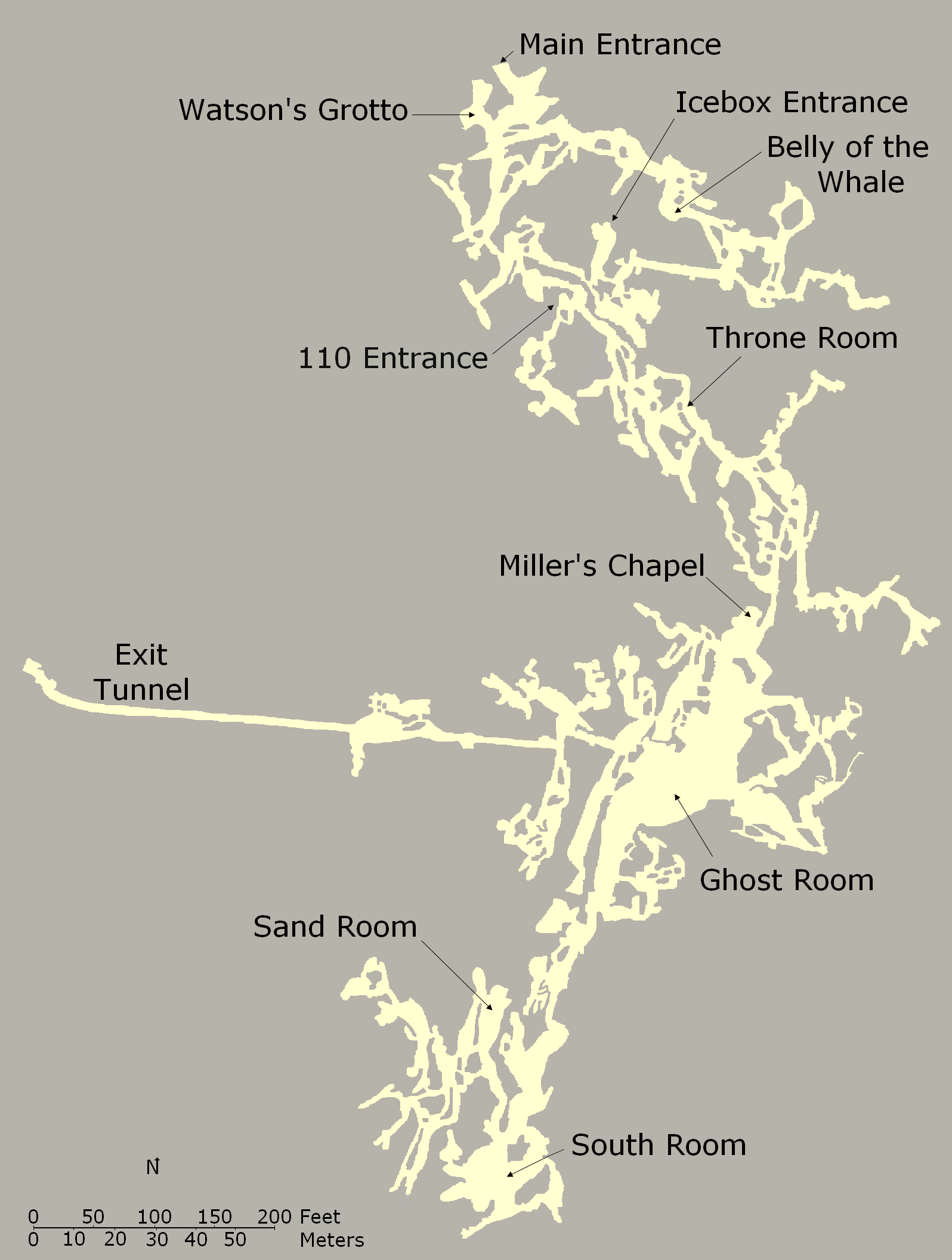
Карта пещеры

Пещера образовалась, когда грунтовые воды растворили окружающий мрамор. Она включает в себя около 3,5 миль (5,6 км) проходов и содержит множество красивых сталагмитов, сталактитов, натечных камней, пещерных попкорнов и других фантастических образований. Экскурсия по пещере длиной в полмили включает более 500 ступенек. На поверхности выше находятся старые леса псевдотсуги Мензиса и кедра на более высоких отметках и леса дуба, сосны и земляничного дерева на более низких отметках; среди разнообразных видов диких животных выделяются белки-летяги и саламандра Dicamptodon tenebrosus.